# Olympische Zwischenspiele 1906/Leichtathletik – Dreisprung (Männer)
Der Dreisprung der Männer bei den Olympischen Zwischenspielen 1906 in Athen wurde am 30. April 1906 entschieden. Den Teilnehmern standen je drei Versuche zur Verfügung, den drei Besten dann weitere drei Sprünge.

## Rekorde
| Weltrekord         | 14,78 m | USA | Edward Bloss    | 1893 |
| Olympischer Rekord | 14,47 m | USA | Meyer Prinstein | 1900 |

## Ergebnisse
| Platz                | Athlet                 | Land           | Weite (m) |
| -------------------- | ---------------------- | -------------- | --------- |
| 1                    | Peter O’Connor         | Großbritannien | 14,075    |
| 2                    | Con Leahy              | Großbritannien | 13,98     |
| 3                    | Thomas Cronan          | USA            | 13,70     |
| 4                    | Oscar Guttormsen       | Norwegen       | 13,34     |
| 5                    | Dimitrios Müller       | Griechenland   | 13,125    |
| 6                    | Francis Connolly       | USA            | 12,75     |
| 7                    | Vasilios Stournaras    | Griechenland   | 12,725    |
| 8                    | Carl Alfred Pedersen   | Norwegen       | 12,68     |
| 9                    | Paul Weinstein         | Deutschland    | 12,615    |
| 10                   | Christos Parsalis      | Griechenland   | 12,52     |
| 11                   | Meyer Prinstein        | USA            | 12,27     |
| 12                   | Bohuslav Pohl-Polenský | Böhmen         | 12,195    |
| 13                   | Eric Lemming           | Schweden       | 12,195    |
| 14                   | Niels Løw              | Dänemark       | 12,00     |
| 15                   | Gustav Krojer          | Österreich     | 11,985    |
| 16                   | L. Leon                | Griechenland   | 11,96     |
| 17                   | Stavros Lelekos        | Griechenland   | 11,455    |
|                      | Martin Brustmann       | Deutschland    | ogV       |
| Karl Lampelmayer     | Österreich             |                | ogV       |
| Nikolaos Andreadakis | Griechenland           |                | ogV       |
| James Connolly       | USA                    |                | ogV       |

Con Leahy sprang seine Bestweite im ersten Versuch und lag bis zum letzten Durchgang in Führung, als ihn Peter O’Connor noch übertraf. Der zweifache Dreisprung-Olympiasieger Prinstein konnte seinen Titel nicht verteidigen, da ihn die Verletzung aus dem Weitsprungwettbewerb noch behinderte.